# Лавукалеве
Лавукалеве — один из папуасских языков, распространённых на Соломоновых Островах. Предполагается, что на этом языке говорили некоторые переселенцы, до распространения более многочисленных австронезийских языков. Название языка происходит от название этнонима лавукал. Лавукал является коренным народом Островов Расселл, входящий в архипелаг Соломоновых островов.
Всеобъемлющие грамматическое описание языка лавукалеве было опубликовано в 2003 году лингвисткой Ангелой Террилл.